# Latin American Poker Tour (8.ª temporada)
A oitava temporada do Latin American Poker Tour foi disputada em 2015. Ao todo foram 6 etapas nesta temporada em diversos destinos do América Latina. Ao final da temporada, o chileno Oscar Alache foi coroado como jogador do ano.

## Ranking LAPT8
* Fonte: Ranking Final Latin American Poker Tour 8 - 2015
| Ranking Latin American Poker Tour 8 - 2015 | Ranking Latin American Poker Tour 8 - 2015 | Ranking Latin American Poker Tour 8 - 2015 |
| Pos.                                       | Nome                                       | Pontos                                     |
| ------------------------------------------ | ------------------------------------------ | ------------------------------------------ |
| 1º                                         | Oscar Alache Orrego                        | 958.60                                     |
| 2º                                         | Renata Teixeira de Paulo                   | 764.13                                     |
| 3º                                         | Patricio Andres Rojas Parra                | 647.38                                     |
| 4º                                         | Marco Zevola                               | 617.08                                     |
| 5º                                         | Chadi Moustapha                            | 575.98                                     |
| 6º                                         | Mario Javier López                         | 564.63                                     |
| 7º                                         | Amos Ben Haim                              | 557.35                                     |
| 8º                                         | Andres Jeckeln                             | 546.79                                     |
| 9º                                         | Rodrigo Quezada Valderrama                 | 545.00                                     |

## Programação

### LAPTBahamas
- LAPT BAHAMAS
- Casino: Atlantis Paradise Island Resot Casino
- Buy-in: $3,000
- Duração: 7 de janeiro de 2015 (quarta-feira) a 9 de janeiro de 2015 (sexta-feira)
- Número de buy-ins:  736
- Premiação total: $1,945,248
- Número de premiados: 111
- Mão vencedora: 9♠ 9♦
- Resultado Oficial: The Hendom Mob

| Mesa final | Mesa final          | Mesa final |
| Pos.       | Nome                | Prêmio     |
| ---------- | ------------------- | ---------- |
| 1º         | Josh Kay            | $367,928   |
| 2º         | Martin Finger       | $223,900   |
| 3º         | Stefan Jedlicka     | $158,740   |
| 4º         | Jose Carlos Garcia  | $119,820   |
| 5º         | Taylor Paur         | $94,920    |
| 6º         | Dimitar Danchev     | $71,780    |
| 7º         | Jonathan Borenstein | $51,540    |
| 8º         | Mustapha Kanit      | $35,200    |

### LAPTChile
- Casino: Enjoy Viña del Mar Casino & Resort
- Buy-in: $2,500
- Duração: 6 de março de 2015 (sexta-feira) a 10 de março de 2015 (terça-feira)
- Número de buy-ins:  410
- Premiação total: $904,460
- Número de premiados: 55
- Mão vencedora: T♦ T♠
- Resultado Oficial: The Hendom Mob

| Mesa final | Mesa final           | Mesa final           |
| Pos.       | Nome                 | Prêmio/(*Acordo)     |
| ---------- | -------------------- | -------------------- |
| 1º         | Oscar Alache         | $175,320 (*$131,962) |
| 2º         | Renatinha Teixeira   | $111,240 (*$113,460) |
| 3º         | Javier Venegas       | $80,400 (*$86,505)   |
| 4º         | Jose “Nacho” Barbero | $65,040 (*$100,073)  |
| 5º         | Justo Esquivel       | $51,460              |
| 6º         | Fabian Chauriye      | $39,620              |
| 7º         | Rodrigo Quezada      | $29,480              |
| 8º         | Rodrigo Oliver       | $21,340              |

- Houve acordo entre os 4 finalistas

### LAPTPanamá
- Casino: Sortis Hotel Spa & Casino
- Buy-in: $2,500
- Data: 8 de maio de 2015 (sexta-feira) a 12 de maio de 2015 (terça-feira)
- Número de buy-ins:  422
- Premiação total: $930,932
- Número de premiados: 63
- Mão vencedora: A♣ A♠
- Resultado Oficial: The Hendom Mob

| Mesa final | Mesa final        | Mesa final |
| Pos.       | Nome              | Prêmio     |
| ---------- | ----------------- | ---------- |
| 1º         | Shakeeb Kazemipur | $180,112   |
| 2º         | Olga Ermolcheva   | $113,580   |
| 3º         | Tullio Bertoli    | $81,460    |
| 4º         | Francisco Rocha   | $64,700    |
| 5º         | Francois Lincourt | $50,740    |
| 6º         | Damian Salas      | $39,760    |
| 7º         | Pierce McKeller   | $29,880    |
| 8º         | Derek Ecenarro    | $21,220    |

### LAPTPeru
- Casino: Atlantic City Casino
- Buy-in: $2,500
- Data: 10 de julho de 2015 (sexta-feira) a 14 de julho de 2015 (terça-feira)
- Número de buy-ins: 366
- Premiação total: $807,396
- Número de premiados: 55
- Mão vencedora:  A♣ 4♣
- Resultado Oficial: The Hendom Mob

| Mesa final | Mesa final       | Mesa final |
| Pos.       | Nome             | Prêmio     |
| ---------- | ---------------- | ---------- |
| 1º         | Claudio Moya     | $135,876*  |
| 2º         | Chadi Moustapha  | $120,000*  |
| 3º         | Daniel Ramirez   | $71,780    |
| 4º         | Cristian Aceiton | $58,060    |
| 5º         | Marcus Martinez  | $45,940    |
| 6º         | Hélio Neves      | $35,360    |
| 7º         | Jose Ili         | $26,320    |
| 8º         | Ricardo Chauriye | $19,060    |

- Houve acordo entre os 2 finalistas

### LAPTUruguay
- Casino: Conrad Resort & Casino
- Buy-in: $3,300
- Data: 18 de setembro de 2015 (sexta-feira) a 22 de setembro de 2015 (terça-feira)
- Número de buy-ins: 267
- Premiação total: $776,970
- Número de premiados: 39
- Mão vencedora:  J♥ J♣
- Resultado Oficial: The Hendom Mob

| Mesa final | Mesa final           | Mesa final |
| Pos.       | Nome                 | Prêmio     |
| ---------- | -------------------- | ---------- |
| 1º         | Mario Lopez          | $155,730   |
| 2º         | Hilario Quijada      | $103,580   |
| 3º         | German Christiansen  | $75,760    |
| 4º         | Chadi Moustapha      | $61,140    |
| 5º         | Ariel Eghi           | $47,940    |
| 6º         | Patricio Rojas       | $36,280    |
| 7º         | Jorge Alberto Cantos | $26,660    |
| 8º         | Ruben Barros         | $19,580    |

### BSOP Millions/LAPTBrasilGrand Final
- Hotel: World Trade Center de São Paulo
- Buy-in: R$10.000,00 (~$2,683)
- Duração: 24 de novembro de 2015 (terça-feira) a 2 de dezembro de 2015 (quarta-feira)
- Número de buy-ins:  426
- Premiação total: R$3.760.300 (~$1,009,390)
- Número de premiados: 55
- Mão vencedora: K♥ Q♦
- Resultado Oficial: The Hendom Mob

| Mesa final | Mesa final                | Mesa final                         |
| Pos.       | Nome                      | Prêmio/(*Acordo)                   |
| ---------- | ------------------------- | ---------------------------------- |
| 1º         | Yuri Martins Dzivielevski | R$727,620 (*R$652.509) (~$175,155) |
| 2º         | Afonso Henrique           | R$458.760 (*R$533.871) (~$143,308) |
| 3º         | Andres Herrera            | R$329.030 (~$88,322)               |
| 4º         | Ricardo Chauriye          | R$261.340 (~$70,152)               |
| 5º         | Alexandre Rivero          | R$204.940 (~$55,012)               |
| 6º         | Carlos Alves              | R$160.540 (~$43,094)               |
| 7º         | Bruno Kawauti             | R$120.700 (~$32,399)               |
| 8º         | Gustavo Lopes             | R$85.730 (~$23,012)                |